# Cultura do Tajiquistão
A cultura do Tajiquistão era originalmente partilhada com a do Uzbequistão, porém durante o regime comunista soviético, a produção cultural da região foi interrompida, impondo fronteiras artificiais e a noção de estado e nacionalidade - estranhas à região. Isto, porém, não foi inteiramente ruim, pois o Tajiquistão era conhecido por seu teatro e por famosos novelistas durante a era soviética. Entre estes escritores havia indivíduos que lutaram para "purificar" a língua tajique, aproximando-a mais da língua persa e eliminando empréstimos árabes.
A maioria dos habitantes do Tajiquistão é muçulmana. O impacto do islamismo cresceu nos últimos anos, e foi uma importante força durante a luta do Tajiquistão contra o domínio soviético e durante a sua guerra civil. Historicamente, muito da cultura tajique tem ligação com o passado persa, incluindo escritores, cientistas e poetas persas, tais como Ibn Sina, Firdausi, Rudaki e Omar Khayyám são especialmente reverenciados.
As maiores denominações religiosas cristãs são a Igreja Ortodoxa Russa e a Igreja Ortodoxa Ucraniana.